# La Fièvre du pétrole
Pour plus de détails, voir Fiche technique et Distribution.
La Fièvre du pétrole (titre original : Boom Town) est un film américain en noir et blanc réalisé par Jack Conway, sorti en 1940.

## Synopsis
Au début du XXe siècle, John McMasters et Jonathan Sand, deux jeunes prospecteurs de pétrole, s'allient pour forer dans un endroit encore désert de tout puits de pétrole. Après un premier échec, ils découvrent un gisement qui les rend millionnaires. Le même jour, McMasters épouse celle qu'il ne sait pas être la fiancée de son partenaire, Betsy Bartlett. Les deux hommes restent néanmoins amis, mais une fortune atteinte si vite peut s'écrouler encore plus rapidement.

## Fiche technique
- Titre : La Fièvre du pétrole
- Titre original : Boom Town
- Réalisation : Jack Conway, assisté de John Waters (non crédité)
- Scénario : John Lee Mahin, d'après une histoire de James Edward Grant
- Musique : Franz Waxman
- Direction artistique : Cedric Gibbons et Eddie Imazu (associé)
- Décors : Edwin B. Willis, Henry Grace (non crédité), Hugh Hunt (non crédité) et Jack D. Moore (non crédité)
- Costumes : Adrian et Gile Steele (hommes)
- Photographie : Harold Rosson et Elwood Bredell (non crédité)
- Montage : Blanche Sewell et Paul Landres (non crédité)
- Producteur : Sam Zimbalist
- Société de production et de distribution : Metro-Goldwyn-Mayer
- Pays de production :  États-Unis
- Langue : anglais américain
- Format : noir et blanc — 35 mm — 1,37:1 — son : mono (Western Electric Sound Système)
- Genre : aventures ; drame
- Durée : 119 minutes
- Dates de sortie :
  - États-Unis : 30 août 1940
  - France : 28 août 1946

## Distribution
- Claudette Colbert : Elizabeth Bartlett McMasters
- Clark Gable : Big John McMasters
- Spencer Tracy : Jonathan Sand
- Hedy Lamarr : Karen Vanmeer
- Frank Morgan : Luther Aldrich
- Lionel Atwill : Harry Compton
- Marion Martin : Whitey
- Chill Wills : Harmony Jones
- Minna Gombell : Eva 'Evie'
- Joe Yule : Ed Murphy
- Horace Murphy : Tom Murphy
- Roy Gordon : 'Mac' McCreery
- Sara Haden : Miss Barnes
- Curt Bois : Ferdie
- Frank McGlynn Sr. : le diacre
- Tom London : le shérif Harris

Acteurs non crédités
- Marietta Canty : la servante de Karen
- Charles Coleman : Parker
- Frank Hagney : l'homme abandonné par Whitey
- John Hamilton : l'avocat de McMasters
- Howard C. Hickman : premier associé de McCreery
- Nestor Paiva : officier vénézuélien
- Larry Steers : l'avocat de l'accusation

## Tournage
- Tournage effectué durant mars 1940[1].
- Tournage en grande partie à Bakersfield et à Taft en Californie[2].
- Le film engrangea un profit de 3 664 000 $ aux États-Unis et au Canada, et 1 365 000 $ dans le reste du monde[3].

## Production
- À l'origine, le rôle de Betsy Bartlett McMasters avait été écrit pour Myrna Loy. Prévoyant initialement de reformer le trio Tracy-Loy-Gable du film Pilote d'essai, la MGM engagea finalement Claudette Colbert, arguant qu'il y avait trop de stars dans ce film. Spencer Tracy affirma ne pas aimer le film car il espérait en être la vedette et avoir le même cachet que Clark Gable. Il ne s'entendit pas avec les actrices présentes, regrettant de pas avoir eu comme partenaire féminine Myrna Loy, qui était son amour secret. Ce sera le dernier film réunissant les deux acteurs qui, toutefois, resteront amis[4],[5],[6],[7],[8].

- Le père de Clark Gable, William Gable, avait été foreur de puits de pétrole ; adolescent, Gable avait lui-même travaillé pour son père en Oklahoma. Il connaissait donc bien le sujet du film[9].

- Clark Gable joua ici son premier film produit par la MGM[10].

- Ce fut le seul film dans lequel apparurent Spencer Tracy et Claudette Colbert ensemble.

## Récompenses et distinctions
- 1941 : Nommé pour l'Oscar de la meilleure photographie : Academy Awards (États-Unis) : Harold Rosson
- 1941 : Nommé pour l'Oscar des meilleurs effets visuels : Academy Awards (États-Unis) : A. Arnold Gillespie (photographie) et Douglas Shearer (son)